# فیلیکس ولکنوئیسن
فیلیکس ولکنوئیسن (انگلیسی: Félix Welkenhuysen؛ ۱۲ دسامبر ۱۹۰۸ – ۲۰ آوریل ۱۹۸۰) یک بازیکن فوتبال اهل بلژیک بود.
وی همچنین در تیم ملی فوتبال بلژیک بازی کرده است.